# Wlodimir Ledochowski
Wlodimir Ledochowski (7 de outubro de 1866 – 13 de dezembro de 1942) foi um padre jesuíta austríaco, vigésimo sexto superior geral de 1915 a 1942. Era sobrinho do Cardeal Mieczysław Halka Ledóchowski. Antes de receber ordens sagradas, ele foi brevemente um pajem no Tribunal de Habsburgo.

## Início da vida
Ele era um dos nove filhos do conde Antoni Halka Ledóchowski e da condessa suíça Joséphine née Salis-Zizers. Ele nasceu em uma mansão construída por seu pai em Loosdorf, perto de St. Pölten, Baixa Áustria. Seu tio era o Cardeal Mieczysław Halka Ledóchowski, e duas de suas irmãs entraram na vida religiosa e ficaram conhecidas como Santa Urszula Ledóchowska e Beata Teresa Ledóchowska. Seu irmão, Ignacy Kazimierz Ledóchowski, era general do exército polonês.
Ledóchowski estudou primeiro no Theresianum em Viena e foi por um tempo pajem da Imperatriz Elizabeth. Ele passou a estudar Direito na Universidade Jaguelônica em Cracóvia. Ele discerniu uma vocação religiosa e voltou-se para os estudos para o sacerdócio. Enquanto freqüentava a Pontifícia Universidade Gregoriana de Roma, candidatou-se aos jesuítas e ingressou na Sociedade em 1889. Cinco anos depois, foi ordenado sacerdote. A princípio começou a escrever, mas logo foi feito superior da casa dos jesuítas em Cracóvia, então reitor do Colégio. Tornou-se vice- provincial polonês em 1901 e provincial da Polônia meridional em 1902. De 1906 a fevereiro de 1915 foi assistente na província alemã.

## Superior Geral da Companhia de Jesus
Após a morte de Franz Xavier Wernz em agosto de 1914, Ledóchowski, de 49 anos, tornou-se candidato à liderança de sua ordem. Ele foi eleito o 26º Geral da Sociedade em 11 de fevereiro de 1915 na segunda votação.
Apesar das convulsões em série da Primeira Guerra Mundial, da Segunda Guerra Mundial e da Depressão econômica da década de 1930, a Sociedade aumentou em número durante o mandato de Ledóchowski. Ele convocou a 27ª Congregação Geral para ter lugar no Germanico para familiarizar a Sociedade com o novo código de direito canônico (publicado em 1917) e para alinhar a Constituição Jesuíta com ele. Convocou outra Congregação (a 28) – entre 12 de março e 9 de maio de 1937 – para nomear um vigário geral , pois com os efeitos da idade procurou assistência competente.
Fundou o Pontifício Instituto Oriental e o Pontifício Colégio Russo e o Institutum Biblicum da Universidade Gregoriana. Ele extraiu uma certa emancipação para a Sociedade depois que a Concordata entre a Igreja e o governo italiano foi ratificada. A propriedade foi devolvida à Sociedade, permitindo aos jesuítas construir um novo edifício da Universidade Gregoriana, transferindo do Palazzo Gabrielli-Borromeo na via del Seminario para a Piazza Pilotta, perto do Palácio Quirinal. Ele então construiu a nova Curia Generalis no rionede Borgo, em terreno adquirido da Santa Sé no Borgo Santo Spirito, próximo à Praça de São Pedro. A Concordata é creditada por dar nova vida à Companhia de Jesus, cujo patrimônio aumentou junto com sua influência e reputação.

## Era nazista

### Opiniões divididas
De acordo com o livro de 2014 de David Kertzer, The Pope and Mussolini: The Secret History of Pius XI and the Rise of Fascism in Europe, durante a ascensão do fascismo na Itália sob Mussolini, Ledóchowski exibiu fortes simpatias antissemitas e pró-fascistas. Kertzer escreve que Ledóchowski trabalhou para promover o antissemitismo no Vaticano e para alinhar o Vaticano com as ambições racistas e expansionistas da Itália e da Alemanha. "O líder jesuíta [Ledochowski] não escondeu seu entusiasmo pelo regime fascista. Desde o momento em que Mussolini chegou ao poder, ele [Ledochowski] fez o que pôde para acabar com a oposição da Igreja ao Duce". Kertzer afirma ainda que: "... [no] início de 1936, o embaixador italiano disse a Ledochowski que Mussolini queria que o editor antifascista da América [a revista jesuíta dos EUA] fosse demitido e um editor pró-fascista colocado em seu lugar... Ledochowski acomodou-o prontamente... Logo um novo editor estava no lugar, adequadamente entusiasmado com a causa fascista". Além disso, "Pignatti [o embaixador italiano] observou que os inimigos da Itália eram os inimigos da Igreja. Ledochowski concordou. Os ataques a Mussolini por travar a guerra na Etiópia, ele [Ledochowski] respondeu eram simplesmente um 'pretexto do qual o judaísmo internacional está lucrando para avançar seu ataque à civilização ocidental'".
Kertzer escreve que há evidências de que em 1937/8 Ledóchowski interveio pessoalmente para diluir uma encíclica contra o racismo que estava sendo preparada para o Papa por um colega jesuíta, o americano John LaFarge Jr. e uma série de entrevistas com participantes vivos na redação do documento nas décadas de 1960 e 1970 parece confirmar a relutância de Ledóchowski em ver algo muito crítico do então governo alemão/nazista publicado.
Kertzer diz: "Ledochowski via os judeus como inimigos da Igreja e da civilização europeia, e faria tudo o que pudesse para impedir que o Papa desacelerasse a onda anti-semita que estava varrendo a Europa". Kertzer documenta muitos outros casos em que Ledóchowski e a ordem jesuíta que ele chefiava levaram e manipularam o Vaticano e a Igreja para apoiar Mussolini e as infames leis racistas contra os judeus.

### Suporte para resistência aliada
De acordo com o historiador jesuíta Vincent A. Lapomarda, não havia "dúvida" sobre a preocupação de Ledóchowski em frustrar a Alemanha nazista na Europa, uma vez que invadiu a Polônia ,
"Mesmo que ele tenha uma vez nutrido, como alegado por um historiador, a concepção de uma união de um bloco católico na Europa contra os comunistas no Oriente e os protestantes no Ocidente, os acontecimentos alteraram dramaticamente essa visão."
Ledóchowski supôs com precisão a natureza pérfida de Hitler e previu o Pacto Hitler-Stalin, e usou o serviço de rádio do Vaticano, administrado pelos jesuítas, para transmitir condenações de crimes nazistas na Polônia, o que levou a protestos do governo alemão e ajudou movimentos de resistência clandestinos na Europa ocupada. A perseguição nazista à Igreja Católica na Polônia foi particularmente severa, e Lapomarda escreve que Ledóchowski ajudou a "endurecer a atitude geral dos jesuítas contra os nazistas", e ajudou a Rádio Vaticano, dirigida pelo jesuíta Filippo Soccorsi, e se pronunciou contra a opressão nazi - particularmente no que diz respeito à Polónia - e contra a violência vichy-francesaanti-semitismo.

## Morte
Włodzimierz Ledóchowski morreu em Roma em 13 de dezembro de 1942, aos 76 anos. Depois de seu funeral na Igreja do Gesù, seus restos mortais foram enterrados no mausoléu da Sociedade em Campo Verano, no extremo leste de Roma.